# 救主慈悲圣殿 (克拉科夫)

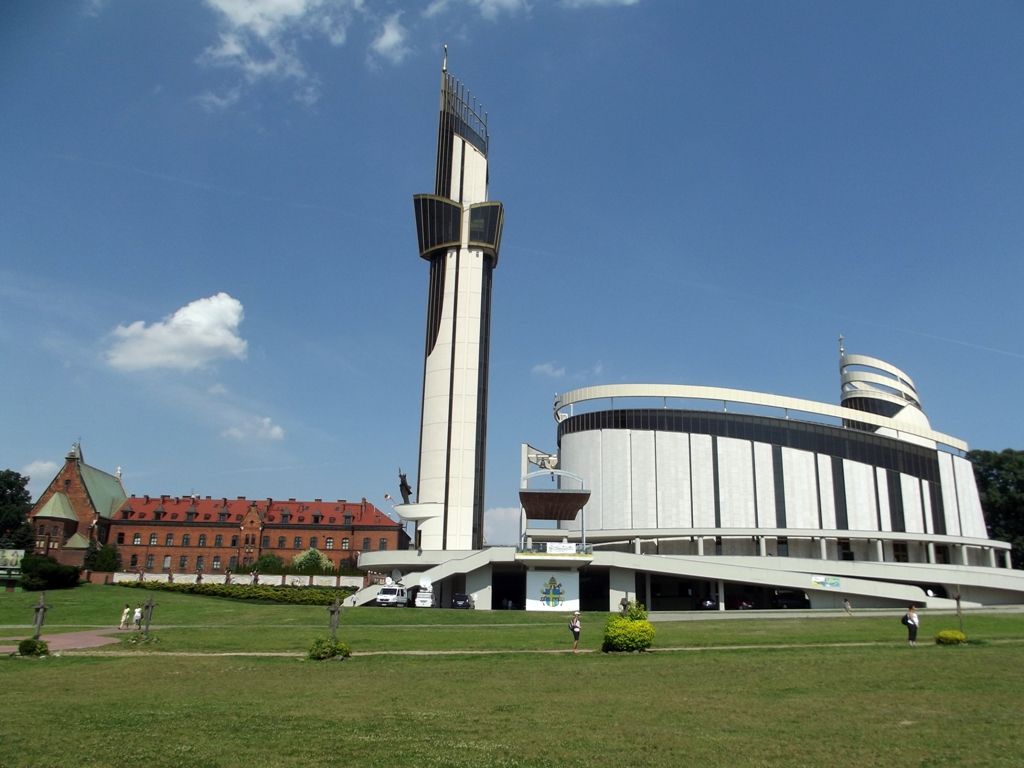
救主慈悲聖殿。左側紅磚建物為修院建築群。右側白色建物為大殿建築群。

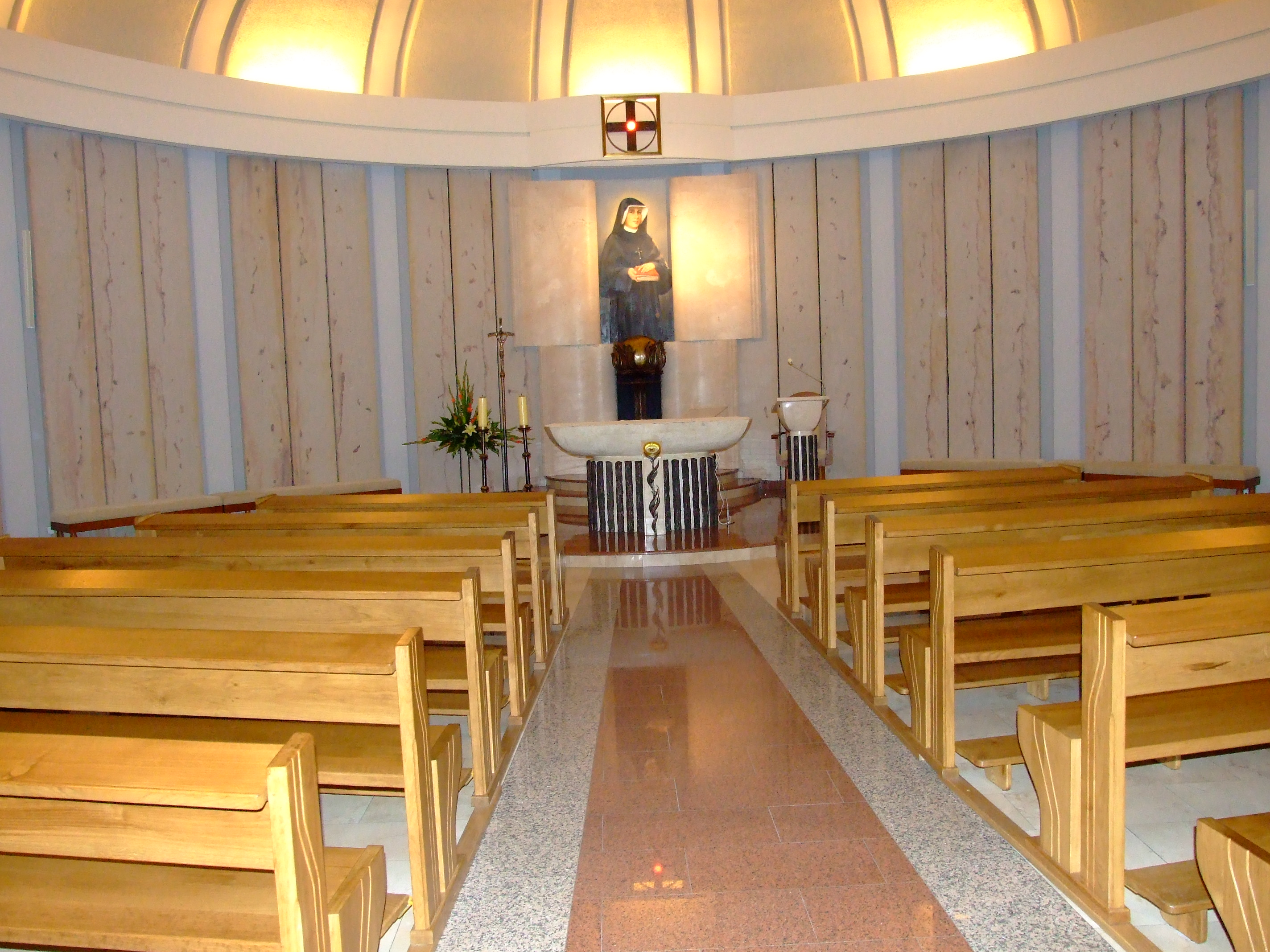
位於大殿建築群內的傅天娜小堂。

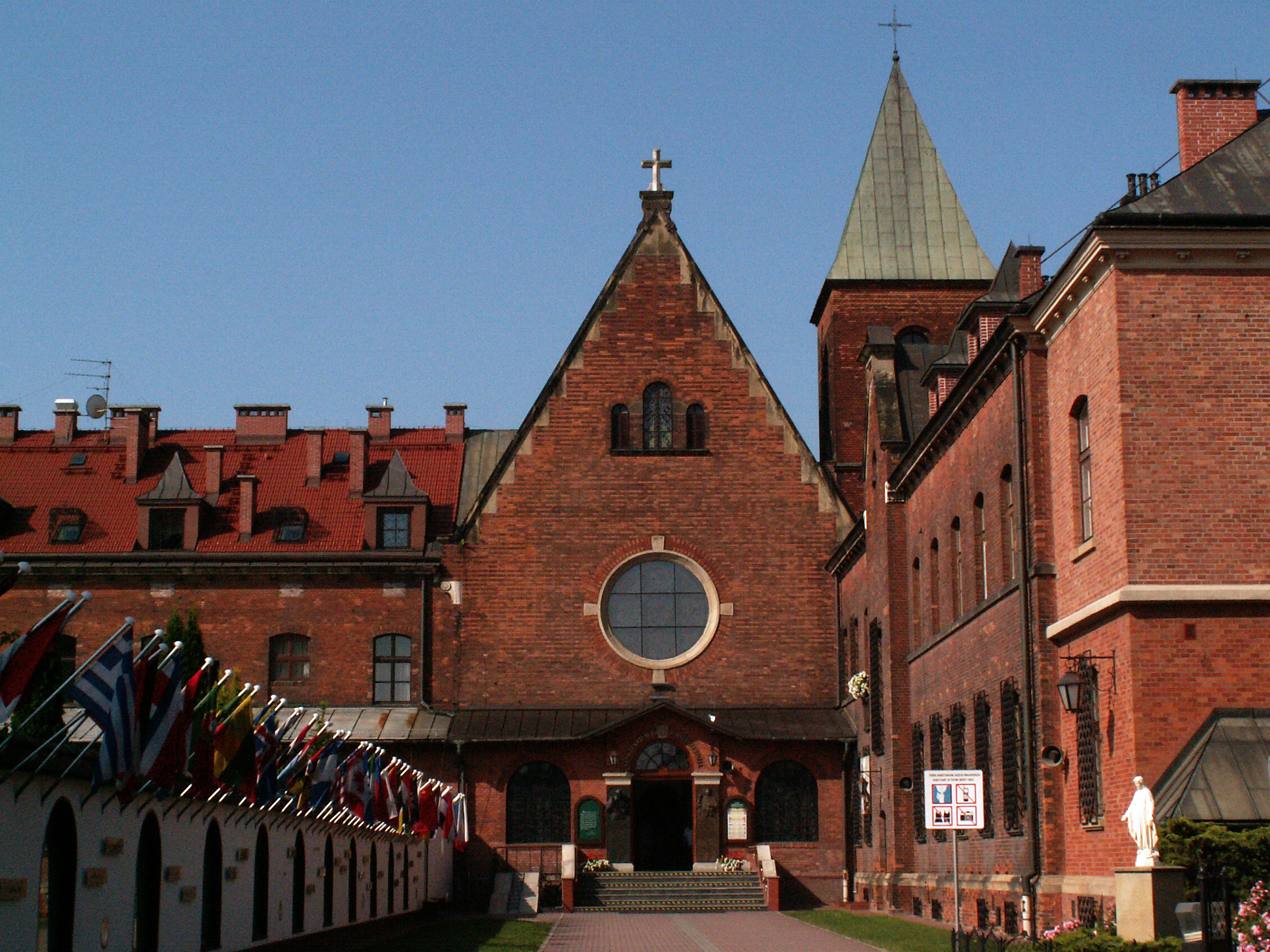
位於修院建築群內的聖若瑟小堂，置有依據傅天娜修女所述之耶穌顯現形象所繪的「救主慈悲畫像」。

救主慈悲圣殿（波蘭語：Sanktuarium Bożego Miłosierdzia），或稱救主慈悲朝聖地，是位於波蘭克拉科夫市郊瓦蓋夫尼基的天主教朝聖地及宗座聖殿，係紀念1930年代發生、耶穌基督向傅天娜修女的「救主慈悲」顯現事蹟而設置。

## 簡介
朝聖地內最早興建的設施為仁慈之母女修會所屬的修院，建于1889-1891年，为新哥特式建筑。1966年，傅天娜修女的圣髑移入堂内（1993年列福，2000年列圣）。提供朝聖者參訪與舉行瞻禮的大殿（主聖堂）則建於1999–2002年，为现代风格建筑，可容纳5000人；旁邊附設高77米的瞭望塔，天氣佳時可眺望克拉科夫市區。
截至2011年，救主慈悲圣殿接待了全世界200万朝圣者。若望保祿二世、方濟各两位教宗分別於1997年和2006年造訪此朝聖地。